# Villa Germania – Forever Young
Villa Germania – Forever Young war eine achtteilige deutsche Doku-Soap des Senders RTL II aus dem Jahr 2012, die das Leben deutscher Auswanderer im thailändischen Pattaya zeigt. Wegen Vorwürfen zu Sextourismus, Prostitution und Rassismus stand die Sendung heftig in der Kritik. Produziert wurde sie von Frame by Frame Cologne.

## Handlung
Die Soap behandelt das Leben der insgesamt dreißig Auswanderer, die im elfstöckigen Wohnkomplex Villa Germania wohnen. Hauptpersonen sind die beiden Rentner Horst Thalwitzer und Ingo Kerp, die bei alltäglichen Aktionen, Unternehmungen mit ihren thailändischen Frauen und Ausflügen in das Nachtleben begleitet werden. Im Mittelpunkt dabei stehen ihre oft frauenfeindlichen und rassistischen Gespräche über die ihrer Meinung nach leicht zugänglichen thailändischen Frauen und Lästereien über andere Urlauber, insbesondere aus Russland.

## Kritiken
Die Kritiken waren überwiegend negativ.
Isabelle Riederer von 20 Minuten urteilte:

„In der neuen Doku-Soap «Villa Germania» geniessen Horst und Ingo ihren Lebensabend in Pattaya. Auch wenn man von RTL 2 keine Kultur erwartet: Das Treiben der Remmidemmi-Rentner ist gnadenlos peinlich.“

In der Süddeutschen schrieb Ruth Schneeberger:

„Und wenn es auch nur irgendeinen Zuschauer gibt, der sich die beiden älteren Herren zum Vorbild nimmt, was ihre Einstellungen gegenüber Frauen im Allgemeinen, Thailänderinnen im Speziellen, Verhalten an Urlaubsorten, Umgang mit Gastgebern, anderen Ländern und anderen Sitten angeht oder wenn auch nur irgendjemandem ansatzweise ihre absolut zentralistische Weltsicht gefällt, dann muss man sagen: Das ist gefährlich.“

News.de schrieb:

„Wie heißt es so treffend im Sprichwort? «Je oller, je doller.» Die Doku-Soap Villa Germania bei RTL2 zeigt ausführlichst, wie sich alternde Herren aus Deutschland in ihrem Alterssitz in Thailand voll daneben benehmen[sic!]. Saufen bis zum Umfallen, junge willige Thailänderinnen abschleppen und sexistische Sprüchen klopfen.“

## Einschaltquoten
Laut Quotenmeter.de verfolgten die Premiere am 23. Mai 2012 700.000 Zuschauer, was mit vier Prozent Marktanteil leicht über dem Senderdurchschnitt lag. Von der werberelevanten Zielgruppe schauten 430.000 Menschen zu. Die Quoten konnten in der zweiten und dritten Folge bis auf sechs Prozent Marktanteil gesteigert werden, bevor sie anschließend wieder stark sank. Während der zeitgleichen Ausstrahlung von Spielen der Fußball-Europameisterschaft 2012 sahen nur 270.000 Zuschauer die Soap.
Im Durchschnitt erreichte jede Folge mit 680.000 Zuschauern einen Marktanteil von drei Prozent. Bei der werberelevanten Gruppe zwischen 14 und 49 Jahren schalteten im Schnitt nur 390.000 Menschen ein, was einen Marktanteil von 4,1 Prozent bedeutet.

## Verbot der Verwendung der Titelmelodie
Das Landgericht Hamburg urteilte am 6. September 2023, dass das Lied Forever Young von Alphaville nicht mehr als Titelmelodie verwendet werden darf, weil die Verwendung in der von frauenfeindlichen und ausländerfeindlichen Aussagen und Verhaltensweisen der Protagonisten geprägten Soap eine Entstellung des Werkes im Sinne des § 14 UrhG darstellt, die geeignet ist, die berechtigten geistigen und persönlichen Interessen der Urheber am Werk zu gefährden.